# Andréa Michaelsson
Andréa Michaelsson, connue sous le pseudonyme de Btoy, née en 1977 à Barcelone, est une artiste peintre espagnole.
Elle vit et travaille à Barcelone.

## Biographie
André Michaelsson étudie le droit pendant quatre ans, puis la photographie à l'Institut d'études photographiques de Barcelone pendant trois années. Elle est surtout connue pour ses pochoirs d'après des photographies anciennes de femmes des années 1920 à 1950.
En 2002, la mort de sa mère la plonge dans un grand stress, auquel elle échappe en peignant, et se concentre sur le street art. Sous le pseudonyme de « Btoy », elle expérimente la peinture acrylique et les bombes de peinture en aérosol. Elle collabore d'abord avec Ilya Mayer, puis travaille seule. Peintre de la rue, elle trouve son style dans les artères de Barcelone aux côtés d'artistes venus de France, de Suède et d'Angleterre et du Royaume-Uni. Affiches, peintures murales, estampes et toiles font partie de ses réalisations.
Dès 2005, elle commence a exposer dans des galeries d'art. Btoy est aujourd'hui exposée dans les galeries étrangères, notamment à Los Angeles, Londres, Düsseldorf, Dortmund, Bruxelles et Mexico. En 2008, elle est invitée par Banksy au Festival de Cans (en) à Londres en 2008, où elle réalise plusieurs peintures murales, dont une dans le tunnel de la station de métro Waterloo.

## Œuvres
Allemagne
- Düsseldorf.

France

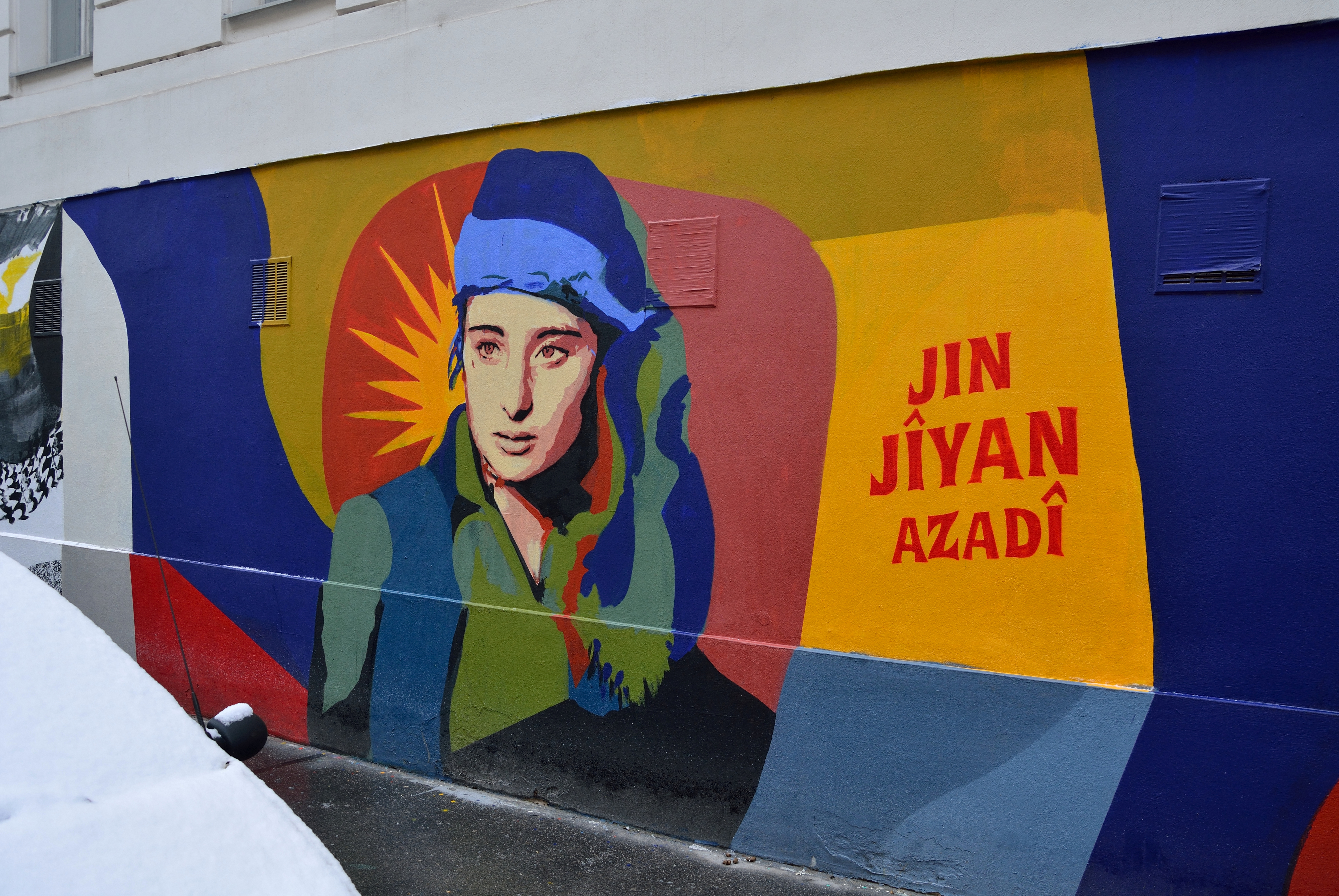
Peinture murale par Btoy à Vienne, femme kurde et le slogan Jin, Jiyan, Azadî (en kurde)

- Aubervilliers : In situ Art Festival, 2014.
- Bagneux: Portrait de Lucie Aubrac, 2022, peinture murale sur le mur pignon d'un immeuble face à l'entrée du métro  de la station Bagneux-Lucie-Aubrac, ligne no 4[1].
- La Rochelle : Springtime Delights Festival (Fela Kuti), 2014.
- Lille : Rachael (Dernier prototype d'Eldon Tyrell dans Blade Runner, film de Ridley Scott sorti en 1982), Juin 2019.
- Marles-les-Mines : Résidence, juillet 2013.
- Montry : Pilote, 2010.
- Paris :
  - Quai 36 Art Residence, Gare du Nord, 2015.
  - 11e arrondissement, Le MUR rue Oberkampf : Louise Michel, octobre 2018.
  - Tour du 13e arrondissement[Laquelle ?] : Portrait de la danseuse américaine Evelyn Nesbit, 2014.

Tunisie
- Erriadh (Djerba) : Djerbahood, été 2014.

Street art à Barcelone
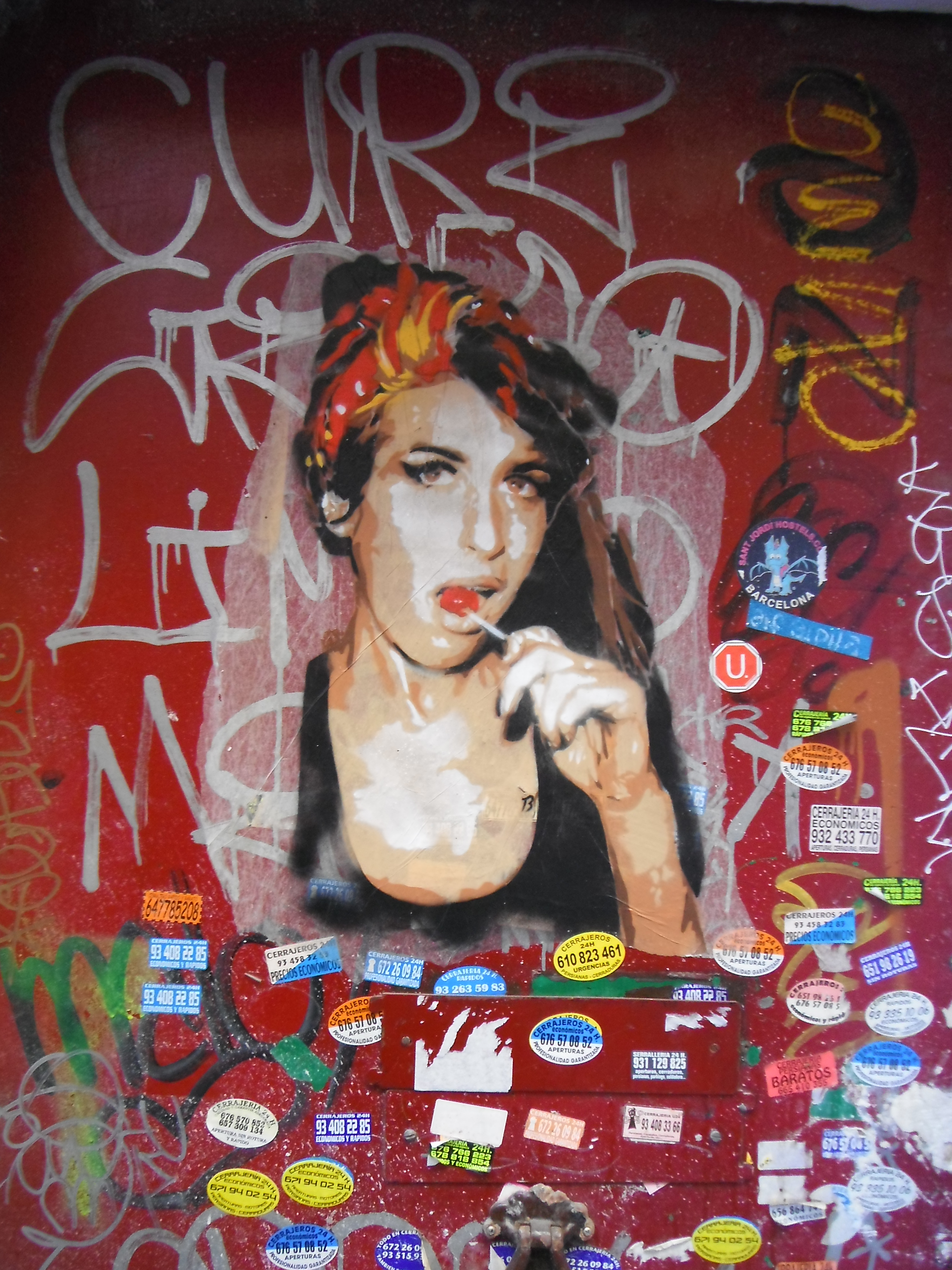
Amy Winehouse, rue Mozart, Barcelone (Espagne) 2011
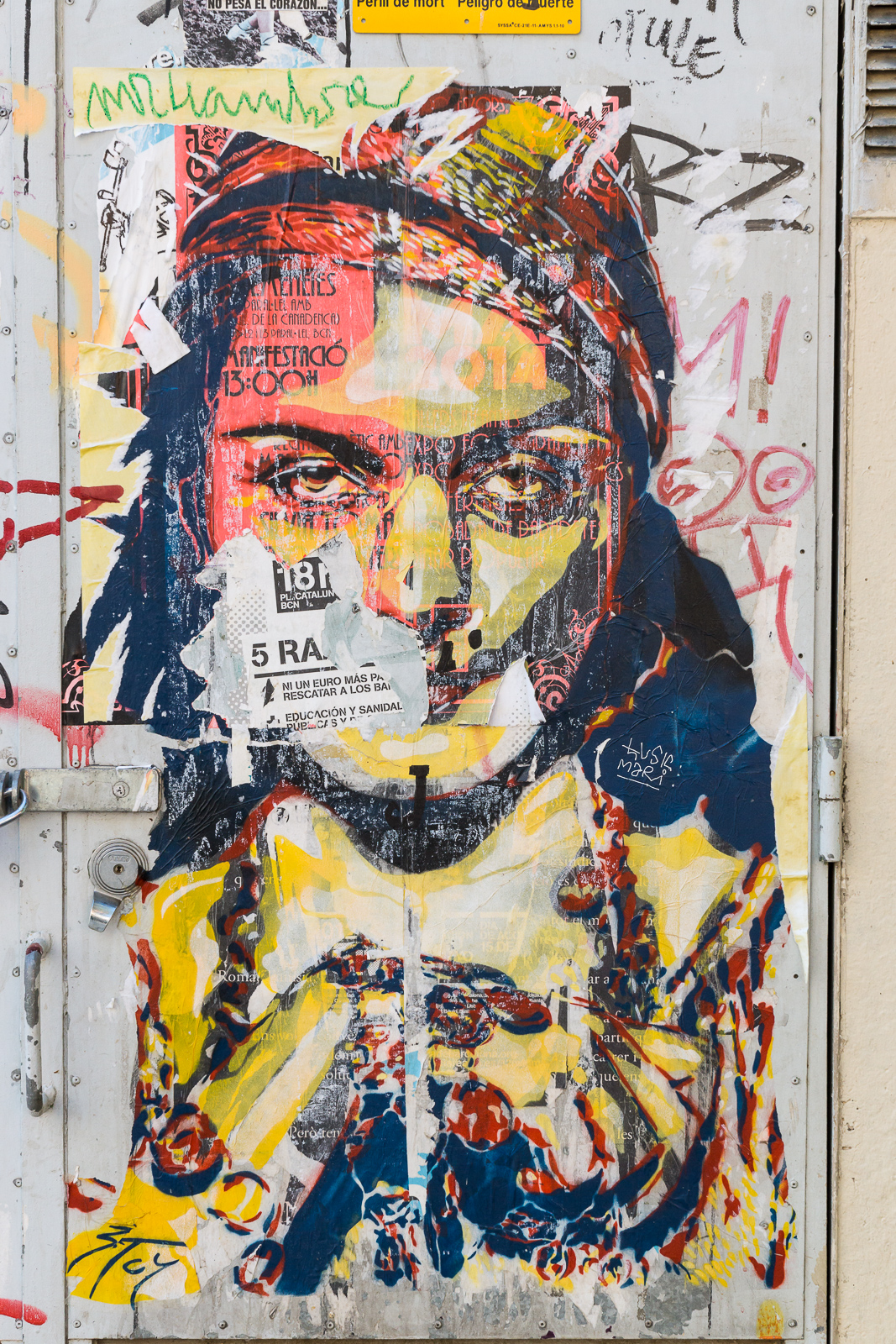
Barcelone (Espagne) 2015
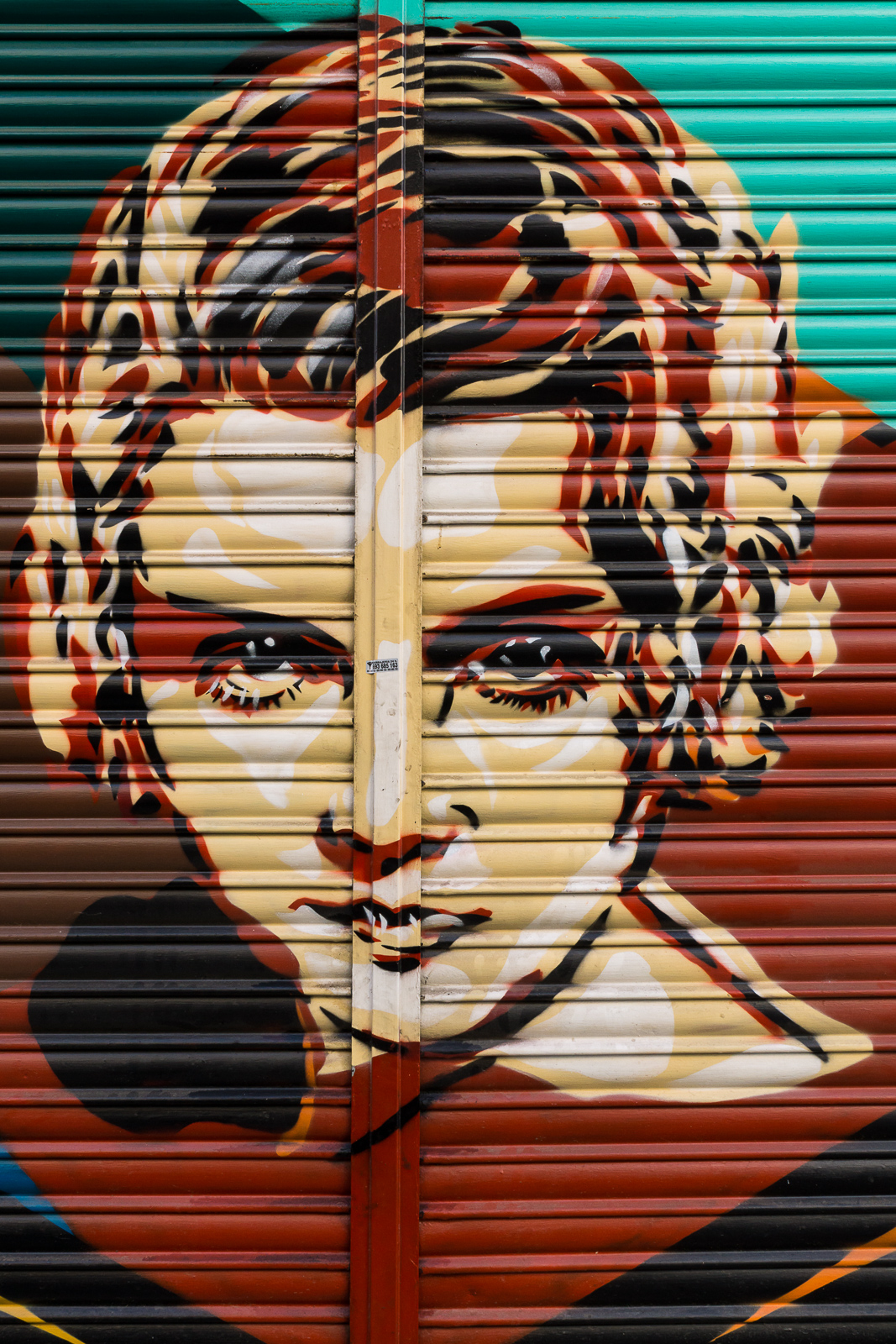
Barcelone (Espagne) 2015
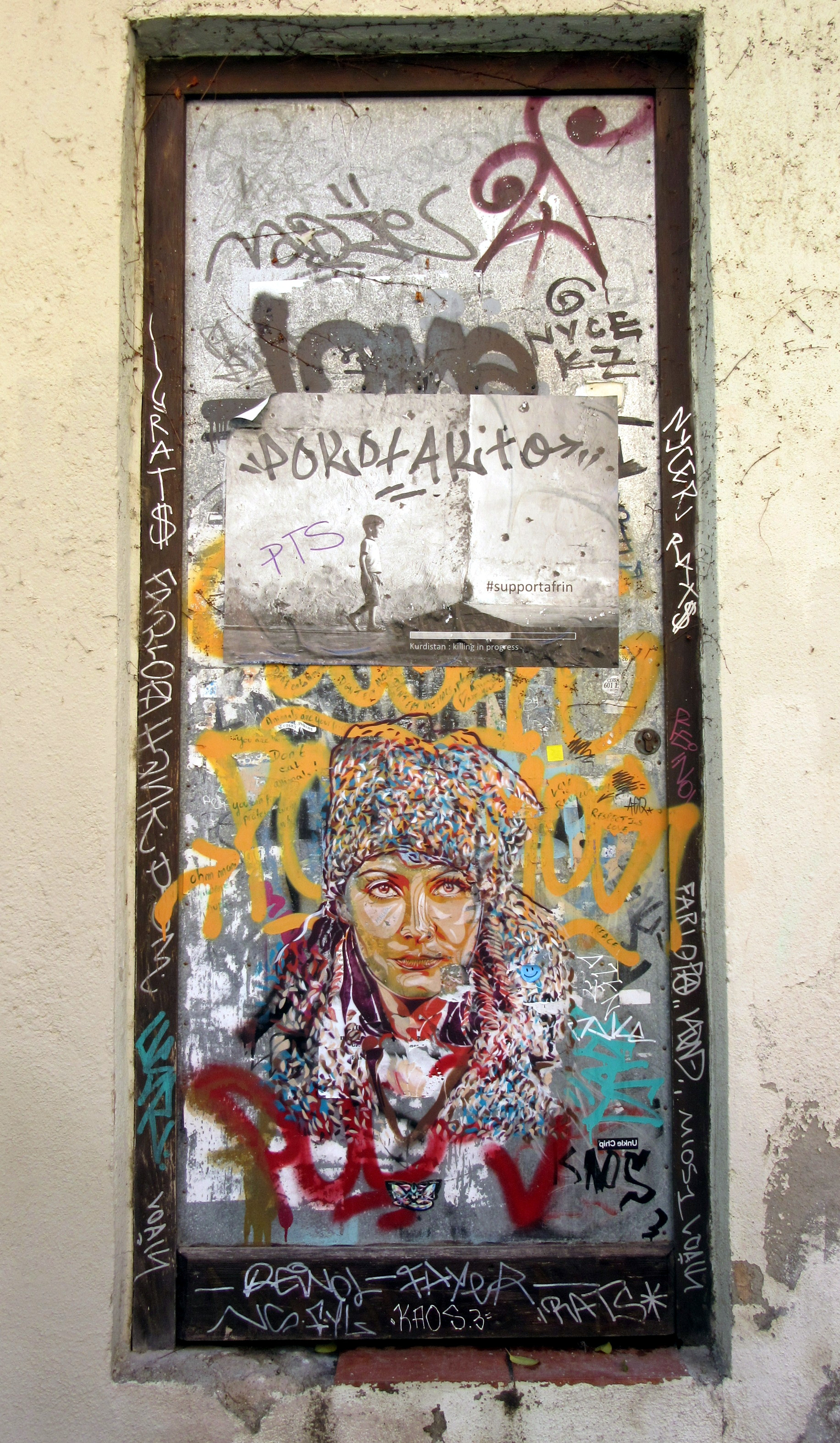
Barcelone (Espagne) 2018
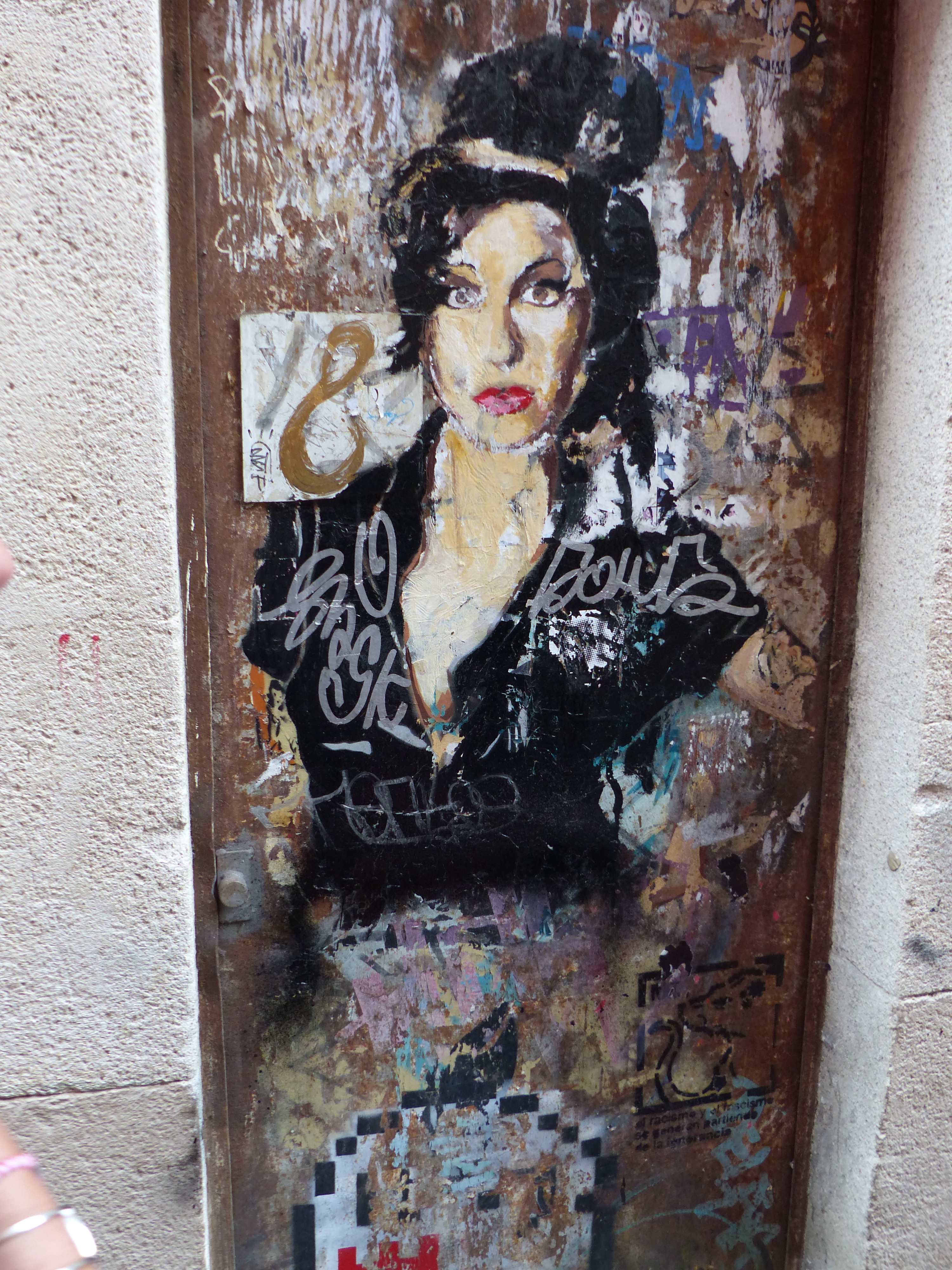
Barcelone (Espagne) 2016
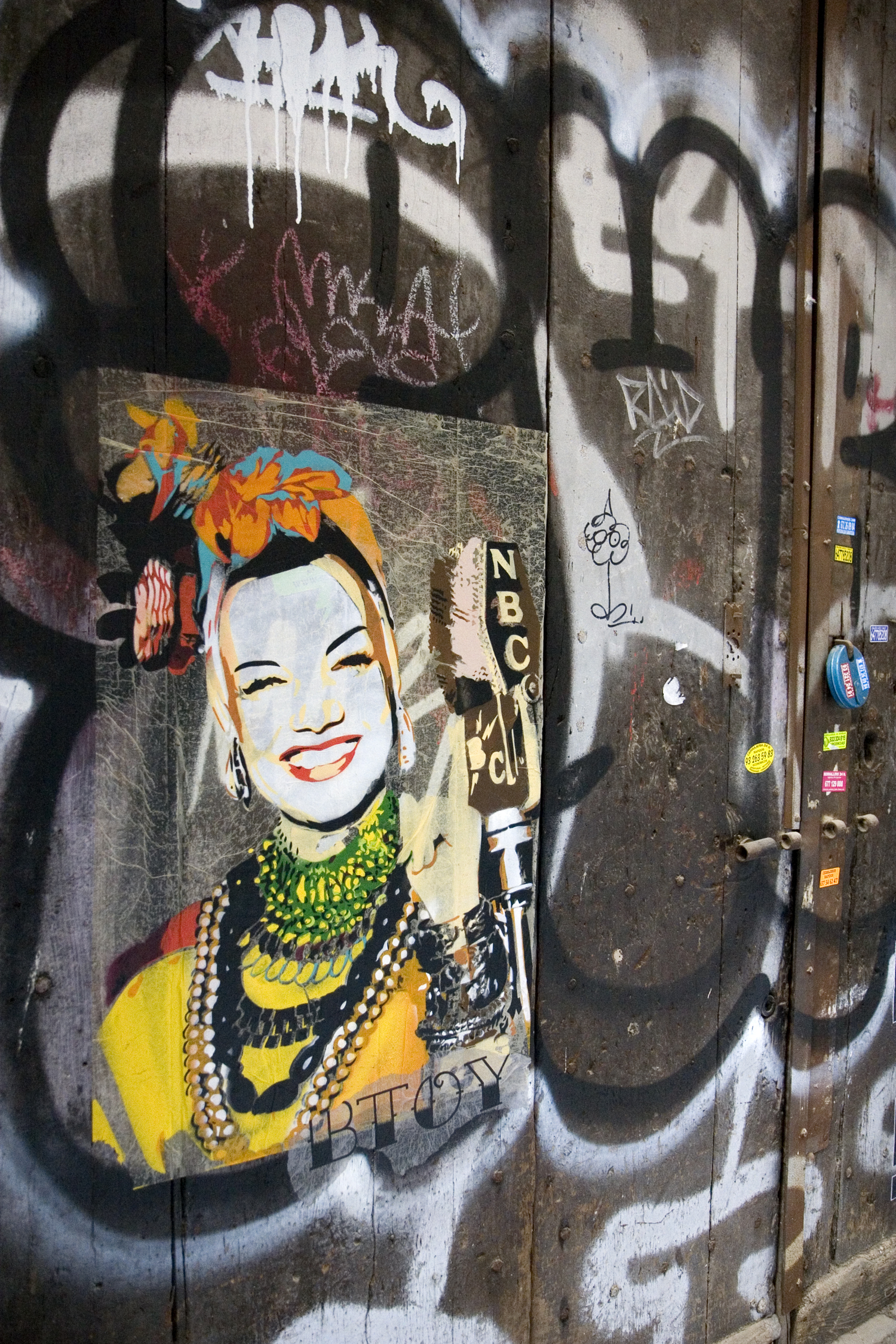
Barcelone (Espagne) 2009

## Expositions
- Barcelone : N2 Gaqleria.
- Bonn : Bundeskunsthalle Museum, avec Banksy
- Londres : 
  - Pictures On Walls
  - The Dog  Festival
  - SC Gallery

2014
- Paris : Exposition Btoy, galerie Itinerrance, du 17 octobre au 15 novembre 2014

2012
- Las Calles Hablan, exposition collective avec Debens, Tom14, Kenor, Pez, Kafre, Alice, SM172, Ogoch, BToy] et Gola, Mutuo Centro de Arte, Barcelone (Espagne) (25 octobre 2012 - 8 novembre 2012)[2]